# Смелиж
Смели́ж — деревня в Суземском районе Брянской области, в составе Суземского городского поселения.
Расположена в 17 км к северо-западу от Суземки, на правом берегу Неруссы. Население — 74 человека (2010).

## История
Впервые упоминается в 1710 году (как новопоселённая слобода); со 2 половины XVIII века — сельцо, владение Шереметевых. Историческое написание названия — Смилиж. Входила в приход села Красная Слобода. До начала XX века были развиты ремёсла (производство бочек, дёгтя и др.). С 1861 по 1924 в Краснослободской волости Трубчевского уезда; позднее в Суземской волости, Суземском районе (с 1929). До 1930-х гг. — центр Смелижского сельсовета, затем до 2005 в Краснослободском с/с.
В годы Великой Отечественной войны рядом с деревней находился партизанский аэродром, принимавший до 30 самолётов за ночь (в 1972 году на этом месте был установлен обелиск).

## Население
| Годы      | 1866 | 1878 | 1897 | 1926 | 1979 | 1989 | 2002 | 2010 |
| --------- | ---- | ---- | ---- | ---- | ---- | ---- | ---- | ---- |
| Население | 816  | 1061 | 1086 | 1222 | 287  | 163  | 91   | 74   |